# Acantholipini
De Acantholipini zijn een geslachtengroep van vlinders in de onderfamilie Erebinae van de familie spinneruilen (Erebidae).

## Geslachten
De Acantholipini vormen een monotypische groep; de tribus omvat alleen het geslacht Acantholipes.